# Saint-Vaast-Dieppedalle
 Saint-Vaast-Dieppedalle  es una población y comuna francesa, en la región de Alta Normandía, departamento de Sena Marítimo, en el distrito de Le Havre y cantón de Ourville-en-Caux.

## Demografía
| 451 | 395 | 335 | 332 | 336 | 323 |
| Para los censos de 1962 a 1999 la población legal corresponde a la población sin duplicidades (Fuente: INSEE [Consultar]) |     |     |     |     |     |